# SysML
Sysml por sus siglas en inglés (Systems Modeling Language) es un lenguaje de especificación de sistemas. Este lenguaje es un subconjunto ampliado de UML 2.0, y desde el 19 de septiembre de 2007 un estándar de la OMG. Es un lenguaje desarrollado como perfil de UML 2.0 desde la Meta-Object Facility (MOF).

## Diagramas
Se compone de cuatro tipos de diagramas principales:
- Sysml Diagrama de Estructura
- Sysml Diagrama de Comportamiento
- Sysml Diagrama de requisitos
- Sysml Diagrama de Ecuaciones paramétricas

La especificación contiene ejemplos de los distintos diagramas.
Normalmente UML se ha empleado como lenguaje de representación de software y no satisfacía las necesidades de los ingenieros a la hora de construir un Sistema, motivo por el que se comenzó a construir un lenguaje nuevo. Finalmente lograron crear un lenguaje que permite especificar sistemas sean estos informáticos o no, aunque su mayor fortaleza como lenguaje es para aquellos sistemas que combinen elementos de hardware con elementos de software.
Sysml es un lenguaje y por tanto no impone una metodología o método de trabajo.
Algunas herramientas como Ibm (Embeddedplus), Artisan Studio, Telelogic, Enterprise Architect, etc., soportan el estándar en forma de plugin para sus herramientas CASE.